# Ectopoides
Ectopoides är ett släkte av steklar. Ectopoides ingår i familjen brokparasitsteklar.
Kladogram enligt Catalogue of Life:
| Ectopoides | \| \| Ectopoides brevicornis \| \| \| \| \| \| Ectopoides detritus \| \| \| \| |
|            | \| \| Ectopoides brevicornis \| \| \| \| \| \| Ectopoides detritus \| \| \| \| |
|            | Ectopoides brevicornis                                                         |
|            |                                                                                |
|            | Ectopoides detritus                                                            |
|            |                                                                                |